# Айройоки
Айройоки — река в России, протекает по Лоухскому району Карелии недалеко от его границы с Калевальским районом. Устье реки находится в 4,9 км по левому берегу реки Кизрека.
Протекает с запада на восток южнее Семенги, севернее Никкооя. Длина реки составляет 14 км.
Принимает правый приток из озера Айроярви, левый — из озёр Меташъярви.

## Данные водного реестра
По данным государственного водного реестра России относится к Баренцево-Беломорскому бассейновому округу, водохозяйственный участок реки — Ковда от истока до Кумского гидроузла, включая озёра Пяозеро, Топозеро. Речной бассейн реки — бассейны рек Кольского полуострова и Карелии, впадает в Белое море.
Код объекта в государственном водном реестре — 02020000412102000000260.